# Carl Binz

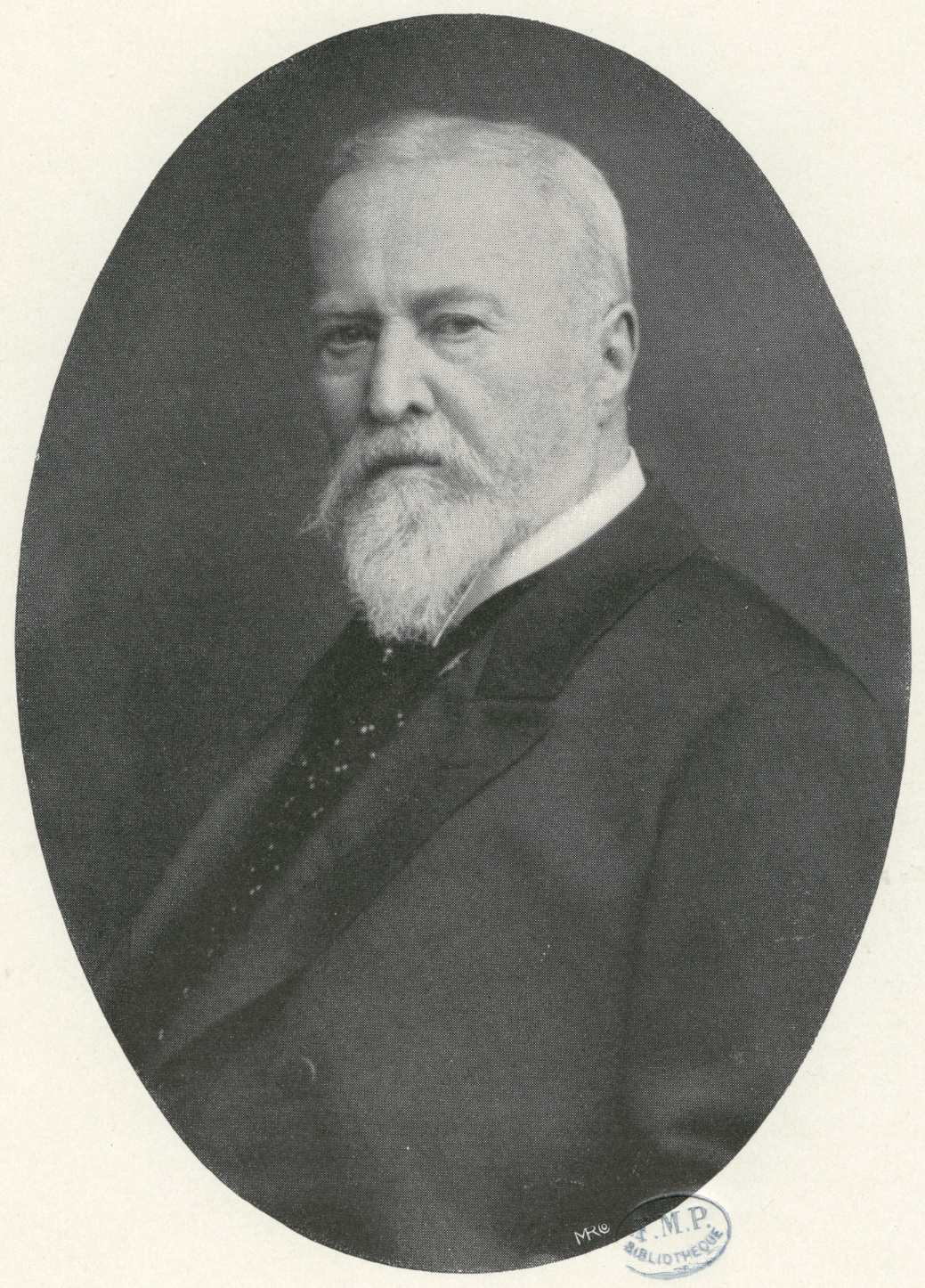
Carl Binz

Carl Binz (* 1. Juli 1832 in Bernkastel; † 11. Januar 1913 in Bonn) war ein deutscher Pharmakologe und Medizinhistoriker.

## Leben
Er studierte ab 1851 an der Julius-Maximilians-Universität Würzburg, der Rheinischen Friedrich-Wilhelms-Universität Bonn und der Friedrich-Wilhelms-Universität zu Berlin. 1853 wurde er Mitglied des Corps Moenania Würzburg. Er wurde 1855 in Bonn zum Dr. med. promoviert und 1856 als Arzt approbiert. Er war dann zunächst Assistent an der Medizinischen Klinik in Bonn und ab 1859 praktischer Arzt. Er ging 1861 nach Berlin. 1862 habilitierte er sich in Bonn für Innere Medizin und Materia medica. Seit 1868 Extraordinarius, gründete er 1869 als Professor der Pharmakologie das Pharmakologische Institut, wo er von 1873 bis 1908 als Ordinarius für Pharmakologie lehrte und forschte. 1885/86 amtierte er als Rektor der Universität.
Carl Binz entwickelte maßgeblich die experimentelle Forschungsmethodik in der Pharmakologie weiter und legte grundlegende Untersuchungen zur Bekämpfung der Malaria vor. Als Medizinhistoriker machte er sich besonders als Biograph Johann Weyers einen Namen. 1866 und 1870 hatte er als Stabsarzt an den Deutschen Einigungskriegen teilgenommen. 1893 wurde er in die Deutsche Akademie der Naturforscher Leopoldina gewählt. In seiner Heimatstadt Bernkastel-Kues ist eine Straße nach ihm benannt.
Er war verheiratet mit Harriet Emily Schwabe, die verwandt war mit William Makepeace Thackeray, einem der bedeutendsten Erzähler des Viktorianischen Zeitalters neben Charles Dickens. Mit Harriet Emily Schwabe hatte er einen Sohn, den Chemiker Arthur Binz (1868–1943).

## Schriften
- Experimentelle Beobachtungen über das Wesen der Chininwirkung, Berlin 1868.
- Weitere Studien über Chinin. (Berliner Klinische Wochenschrift, November 1871), 1871.
- Das Chinin nach den neueren pharmakologischen Arbeiten, 1876.
- Ueber den Traum (1878).
- Grundzüge der Arzneimittellehre. Bonn 1866; 7. Aufl. Berlin : Hirschwald, 1881. Digitalisierte Ausgabe der Universitäts- und Landesbibliothek Düsseldorf
- Grundzüge der Arzneimittellehre / ein klinisches Lehrbuch von C. Binz. – 10., neu bearb. Aufl. – Berlin : Hirschwald, 1889. Digitalisierte Ausgabe der Universitäts- und Landesbibliothek Düsseldorf
- La quinine prophylactique de la fièvre de la malaria Von Binz et al. (1890).
- Doctor Johann Weyer, ein rheinischer Arzt, der erste Bekämpfer des Hexenwahns. Ein Beitrag zur deutschen Kulturgeschichte des 16. Jahrhunderts. A. Marcus, Bonn 1885 (auch in: Zeitschrift des Bergischen Geschichtsvereins. Band 21, 1885, S. 1–171) (OpenSource); 2. Auflage: Doctor Johann Weyer, ein rheinischer Arzt, der erste Bekämpfer des Hexenwahns. Ein Beitrag zur Geschichte der Aufklärung und der Heilkunde. Hirschwald, Berlin 1896 (Nachdrucke Sändig, Wiesbaden 1969 und Arno Press, New York 1975) (OpenSource).
- Augustin Lerchheimer und seine Schrift wider den Hexenwahn. Mit Anton Birlinger, Straßburg 1888 (Digitalisat).
- Zur Geschichte der Pharmakologie in Deutschland. In: Klinisches Jahrbuch 2 (1890), 3–74.
- Die Einschleppung der Syphilis in Europa. Deutsche Medizinische Wochenschrift 19 (1893), 1058–1059.
- Der Äther gegen den Schmerz. Deutsche Verlagsanstalt, Stuttgart u. a. 1896.
- Geschichtliches über das Zählen des Pulses. in. Deutsche Medizinische Wochenschrift 24 (1898), 640–641.
- Pater P. Laymann S. J. und die Hexenprozesse. in: HZ 49 (1900), 290–292.
- Apologetische Versuche in der Geschichtsschreibung der Hexenprozesse. In: Zeitschrift für Kulturgeschichte 8 (1901), 186–194.
- Kardinal Cusa. Eine akademische Rede. in: Abhandlungen des naturhistorischen Vereins der preussischen Rheinlande 58 (1902), 203–222. Digitale Ausgabe 2012. Univ. Heidelberg
- Nachträgliches über Valerius Cordus und den Äthyläther. in: Zentralblatt für Gynäkologie 28 (1904), 426–432.
- Zur Charakteristik des Cusanus. In: Archiv für Kulturgeschichte 7 (1909), 145–153. Digitalisat Univ. Heidelberg
- Beiträge zu Albert Eulenburgs Real-Encyclopädie der gesammten Heilkunde. Erste Auflage.
  - Band 1 (1880) (Digitalisat), S. 180–191: Alkohol. S. 191–194: Alkoholismus
  - Band 3 (1880) (Digitalisat), S. 165–196: Chinarinden